# Басманов, Фёдор Алексеевич
Фёдор Алексе́евич Басма́нов (Басма́нов-Плеще́ев) (умер не позднее 1571) — опричник, сын Алексея Даниловича Басманова, фаворит, и по сообщениям князя Андрея Курбского и ряда иностранцев (служивших в Москве), любовник царя Ивана IV Грозного (около 1565—1570 годы).

## Биография

### Служба государю
Фёдор вместе с отцом и своим старшим братом Петром занимал значимое положение в опричном дворе Ивана Грозного. В разрядных книгах в первые упоминается в 1562 году во время полоцкого похода.
Сразу после падения Полоцка 15 февраля 1562 года, Фёдор был направлен в Старицу к матери князя Владимира Андреевича Старицкого Ефросинье Старицкой с «победной реляцией».
По мнению ряда учёных, в том числе Руслана Скрынникова, помимо официальной миссии, юноша был послан к удельным князьям с целью шпионажа. Данную версию подтверждает ряд компрометирующих фактов, которые появились к лету 1563 года и легли в основу нового расследования о политических провинностях Старицких.
Вместе с отцом участвовал в отражении татарского наступления на Рязань в 1564 году. Согласно разным источникам,[каким?] Басмановы от четырёх до шести дней успешно удерживали оборону города, предварительно за максимально короткий срок организовав малочисленные городские силы. Алексей и Фёдор Басмановы были отмечены золотыми наградами — высшим знаком отличия.

В 1566 году Фёдор Басманов получил чин кравчего.
- Битва с татарами под Рязанью в 1564 году
- Даниил и Фёдор Басмановы отбивают атаку татар под Рязанью
- Алексей и Фёдор Басмановы отправляют пленных татар к Ивану IV
- Алексей и Фёдор Басмановы с владыкой Филофеем в Рязани ожидают прихода крымских татар

В 1568 году именно Фёдор Басманов во время службы в храме Успения в Кремле объявил о лишении сана митрополита Филиппа (Колычёва).

Ноября 8-го, в день архистратига Михаила, когда святой Филипп священнодействовал в своей кафедральной церкви, вдруг явился туда любимец царский боярин Басманов, сопровождаемый опричниками. Он приказал прочитать вслух всего народа соборный приговор о низложении митрополита. И тотчас бросились на него опричники, совлекли с него святительское облачение, одели его в простую и разодранную монашескую одежду, с позором выгнали из церкви и, посадив на дровни, отвезли в Богоявленский монастырь.

В 1569 году командовал опричными войсками на юге. Около 1570 года, когда его отец, видный боярин и военачальник, один из инициаторов опричнины, впал в опалу, то, по сообщению князя Андрея Курбского, Фёдор своего отца убил:

Федор Басманов, своей рукой зарезал отца своего Алексея, преславного льстеца, а на деле маньяка (безумца) и погубителя как самого себя, так и Святорусской земли.
— Андрей Курбский. «История о великом князе Московском»
Как считает Михаил Геллер, своего отца Фёдор Басманов убил, чтобы доказать любовь к царю. В рассказе Николая Карамзина отец и сын были брошены в темницу вместе, и царь заявил, что помилует того из них, кто сумеет убить другого. Фёдор убил отца, но Иван Грозный сказал: «Отца своего предал, предашь и царя!» и приказал его казнить.
Однако эта версия не подтверждается при обращении к другим источникам.  Немецкий дворянин и опричник Генрих фон Штаден также ничего не сообщает об убийстве Федором своего отца Алексея Даниловича.Если бы Штаден знал о зверском убийстве отца сыном, он не удержался бы от того, чтобы рассказать об этом своим читателям.
Причиной падения Басмановых было дознание по поводу измены архиепископа новгородского Пимена и других, устроенное Иваном Грозным по доносу некого Петра Волынца. Пимен и новгородские официальные лица, купцы и дети боярские были обвинены в подготовке перехода Новгорода и Пскова под власть польского короля Сигизмунда Августа. Московскими сообщниками Пимена и новгородцев назвали трёх высокопоставленных опричников: Алексея Басманова, его сына Фёдора и князя Афанасия Вяземского, а также нескольких земских дьяков, включая Ивана Висковатого.
С 1571 года имя Фёдора Басманова больше не упоминается, он числится в боярских списках выбывшим. В этом году он, предположительно, был казнён Иваном IV или же был сослан с семьёй на Белоозеро, где умер в одной из монастырских тюрем. Михаил Геллер пишет, что Басманов был единственным из руководителей опричнины первого призыва, которого царь пощадил, отправив в ссылку, а не казнив Георгий Вернадский также считал, что Фёдор был не казнён, а выслан.
После этого род Басмановых и Плещеевых фигурирует в «Синодике опальных» Ивана Грозного.

### Отношения с царём
В своих сочинениях Андрей Курбский, к сообщениям которого всё же принято относиться с долей скептицизма из-за глубокой ненависти, питаемой им к Ивану, называет Фёдора Басманова «царёв любовник». Очевидно, Фёдор попал в фавор к царю ещё при жизни своего отца Алексея. Курбский обрушивается яростными нападками на некоего царского «потаковника», который «детьми своими паче Кроновых жрецов действует», как считается, намекая на выбранный Алексеем способ достичь высокого положения при дворе.
Интимный характер отношений Ивана Грозного с Фёдором Басмановым отмечали в своих записках иностранцы, посещавшие в то время Московское царство. Так, Альберт Шлихтинг в своём «Сказании» писал о царе, что тот «злоупотреблял любовью этого Фёдора, а он обычно подводил всех под гнев тирана».
Немецкий наёмник Генрих Штаден, служивший в России в 1564—1576 годах опричником, в своих «Записках о Московии» отмечал: «Алексей [Басманов] и его сын [Фёдор], с которым великий князь предавался разврату (pflegte Unzucht mitzutreiben), были убиты».
В труде Сергея Соловьёва «История России с древнейших времён» приводится рассказ ещё одного иностранца, Александра Гваньини (ни разу не бывавшего в Москве), о том, что молодой князь Дмитрий Оболенский-Овчинин, племянник любимца великой княгини Елены Глинской, казнён был по одному известию за то, что поссорился с Басмановым и сказал ему: «Я и предки мои служили всегда с пользою государю, а ты служишь гнусною содомиею». В следующий визит Оболенского во дворец его отвели в подвал, где он был задушен псарями. Сам Соловьёв высказывает сомнение в правдивости этого рассказа.

### Семья
Породнился с царской семьёй, женившись на племяннице покойной царицы Анастасии Романовны — княжне Сицкой. Имел двоих сыновей — Петра (сподвижника Годунова, а позже Лжедмитрия), и Ивана.
До  31  октября   1588  г.  кн.  В. В.  Сицкая,  жена  Ф. А.  Басманова, поделила   наследство   (вотчины   и  поместья)   между   своими  детьми Петром   и  Иваном   Федоровичами    Басмановыми, на которых эта мужская ветвь рода Басмановых-Плещеевых пресеклась..  
  Имение перешло к дочери Ивана Фёдоровича, Фетинье, вышедшей замуж за царского кравчего князя Василия Яншеевича Сулешова.

В Родословном сборнике русских дворянских фамилий Витольд Руммель указывает, что Фёдор Алексеевич был женат на Соломониде Григорьевне Желябужской, в иночестве София, игуменья Вознесенского монастыря в Кремле (до 1613), умерла (1623/25). Вторым браком замужем за бояриным и князем Василием Юрьевичем Голицыным († 1584).Однако,Н. П. Лихачев  отметил,  что старица   София Голицына,   игумения   московского   кремлевского   Вознесенского    монастыря,   имела  отчество  Ивановна,   а не Григорьевна,   но считал  несомненным,   что  брак  кн. В. Ю.  Голицына   на Соломониде   был  вторым по счету  (первую  жену  Василия  Юрьевича  звали Дарья) .

## В искусстве

### В литературе
- Один из персонажей повести Алексея Толстого «Князь Серебряный». Образу Басманова уделено немало внимания: фаворит царя, он описан как человек беспринципный и развращённый, и, вместе с тем, умелый воин. Как указывает сам автор, в повести «для сжатости рассказа» допущена историческая неточность: казнь Басманова описана на пять лет раньше, чем она случилась в реальности (А. К. Толстой полагает годом смерти Федора 1570-й)[24].
- Персонаж романа А. И. Антонова «Басманов: Честь воеводы», посвящённого его отцу.
- Персонаж романа К. С. Бадигина «Корсары Ивана Грозного».

### В музыке
- В опере «Опричник» Петра Чайковского — партия меццо-сопрано (исполняется женщинами).
- В кантате «Иван Грозный» и музыке Сергея Прокофьева к одноимённому фильму — партия баритона (тенора).
- Персонаж рок-оперы «Слово и дело» Павла Смеяна по повести Алексея Толстого.

### В кинематографе
- Фильм «Иван Грозный» (1944, режиссёр Сергей Эйзенштейн). Исполнитель роли — Михаил Кузнецов. Знаменитая сцена киноленты — Фёдор Басманов танцует для царя в женском платье.
- Фильм «Царь Иван Грозный» (1991), экранизации повести «Князь Серебряный». В роли Басманова — Дмитрий Писаренко.
- Фильм «Иван Фёдоров» (1991). В роли Басманова — Валерий Смецкой.
- Фильм «Гроза над Русью» (1992), экранизации повести «Князь Серебряный». В роли Басманова — Сергей Бездушный.
- Фильм «Царь» 2009 года[25] режиссёра Павла Лунгина. В роли Басманова — Александр Ильин[26].
- Телесериал «Иван Грозный» (2009) режиссёра Андрея Эшпая. В роли Басманова — Дмитрий Мурашев.
- Телесериал «Грозный» (2020, режиссёр Алексей Андрианов). В роли Басманова — Виктор Добронравов.

### В живописи
- А. А. Жаравова. Картина «Фёдор Басманов с головой казнённого Колычева у митрополита Филарета». 1883 год. Самарский областной художественный музей.